# Orientia
Orientia es un género de bacteria en la familia Rickettsiaceae. 
Son parásitos intracelulares obligados,  gram negativos presentes en insectos y mamíferos.
La única  especie del género es Orientia tsutsugamushi, que causa la fiebre de los matorrales en humanos.

## Especies
- Orientia tsutsugamushi (Hayashi 1920), previamente Rickettsia tsutsugamushi, agente causal de la fiebre de los matorrales.